# Thalamita wakensis
Thalamita wakensis är en kräftdjursart som beskrevs av John R. Edmondson 1925. Thalamita wakensis ingår i släktet Thalamita och familjen simkrabbor. Inga underarter finns listade i Catalogue of Life.